# Сан-Себастьян (Сан-Паулу)
Сан-Себастьян (порт. São Sebastião) — муниципалитет в Бразилии, входит в штат Сан-Паулу. Составная часть мезорегиона Вали-ду-Параиба-Паулиста. Входит в экономико-статистический микрорегион Карагуататуба. Население составляет 75 886 человек на 2006 год. Занимает площадь 403,336 км². Плотность населения — 188,1 чел./км².

## История
Город основан 16 марта 1636 года.

## Статистика
- Валовой внутренний продукт на 2003 составляет 1.067.244.870,00 реалов (данные: Бразильский институт географии и статистики).
- Валовой внутренний продукт на душу населения на 2003 составляет 15.764,09 реалов (данные: Бразильский институт географии и статистики).
- Индекс развития человеческого потенциала на 2000 составляет 0,798 (данные: Программа развития ООН).

## География
Климат местности: тропический.